# Provincia di Laguna
Laguna è una provincia filippina ubicata nell'isola di Luzon, sulla costa meridionale della baia di Manila nella regione di Calabarzon. Il suo capoluogo è Santa Cruz.
Laguna confina con la provincia di Quezon ad est, con Batangas e la stessa Quezon a sud; ad ovest confina con la provincia di Cavite mentre a nord a parte due brevi tratti di confini terrestri, ad est con Rizal e ad ovest con la Regione Capitale Nazionale, è bagnata dal lago di Laguna de Bay.

## Geografia antropica

### Suddivisioni amministrative
La provincia di Laguna comprende 6 città componenti e 24 municipalità.

#### Città
- Biñan
- Cabuyao
- Calamba
- San Pablo
- Santa Rosa
- San Pedro

#### Municipalità
| - Alaminos - Bay - Calauan - Cavinti - Famy - Kalayaan - Liliw - Los Baños - Luisiana - Lumban - Mabitac - Magdalena | - Majayjay - Nagcarlan - Paete - Pagsanjan - Pakil - Pangil - Pila - Rizal - Santa Cruz - Santa Maria - Siniloan - Victoria |